# 浙江省机场集团
浙江省机场集团有限公司（中文简称浙江省机场集团）是总部位于中国浙江省杭州市的国有企业，前身为2013年成立的浙江机场集团，2017年改制为现名，整合浙江省境内的民航机场资源为主要业务，受浙江省国有资产监督管理委员会监管。
浙江省机场集团主要经营民航基础设施投融资建设、机场运营管理和航空产业投资发展业务，下辖杭州萧山国际机场、宁波栎社国际机场、温州龙湾国际机场、舟山普陀山国际机场，托管衢州机场、台州机场、义乌机场、丽水机场、嘉兴机场（筹），以及建德千岛湖机场、德清莫干山通用机场、开化钱江源通用机场、泰顺通用机场等四个通航机场。

## 历史
2012年5月浙江省人民政府以会议纪要的形式，同意组建浙江机场集团公司。2013年3月12日，浙江省人民政府正式批复成立浙江机场集团有限公司，以杭州萧山国际机场为核心，接收原浙江省交通运输厅省机场管理公司持有的杭州萧山国际机场有限公司44.526%股权和浙江机场投资公司50%的省属国有股权。杭州萧山国际机场有限公司为合资公司，外方大股东为香港机场管理局。
2017年2月，时任中共浙江省委副书记、省长车俊在调研航空产业时强调要拉高标杆、整合资源。7月3日浙江省省委财经领导小组2017年第一次会议审议通过“整合全省机场资源、搭建航空大平台方案”，成立新省机场集团，与省海港集团、省交通集团构成我省海陆空综合交通体系建设和运营的三大平台。
- 8月16日，台州市政府与浙江机场集团签订了台州机场委托管理协议，委托浙江机场集团对台州机场进行管理[5]。12月29日，浙江省台州机场管理有限公司举行揭牌仪式[6]。
- 8月17日，衢州市政府与浙江机场集团签订了衢州机场委托管理协议，委托浙江机场集团对衢州机场进行管理。12月29日，浙江省衢州机场管理有限公司举行揭牌仪式[7]。
- 8月18日，义乌市政府与浙江机场集团签订义乌机场委托管理协议，成立义乌机场管理有限公司[8]。
- 8月22日和25日，集团公司分别与嘉兴市政府和丽水市政府签署嘉兴机场和丽水机场委托管理协议。

9月15日，浙江省机场资源整合工作签约会在杭州新侨饭店召开，省交通厅、省国资委、省机场集团、宁波市、温州市、舟山市政府参加了会议。签约会上，宁波、温州、舟山市政府分别与省机场集团签署了合作协议，原机场管理公司成为新省机场集团的全资子公司；宁波市国资委、温州市国资委、舟山市国资委分别与省机场集团签署了宁波、温州、舟山机场股权划转协议，和浙江省国资委一起成为新省机场集团的四大股东，分别持股51.771%、22.231%、21.530%、4.378%。
10月31日召开浙江省机场集团有限公司第一次股东会，决定以增资扩股形式整合宁波、温州、舟山机场，同时公司名称变更为浙江省机场集团。2017年11月浙江机场集团有限公司更名为浙江省机场集团有限公司，揭牌仪式在浙江省人民大会堂举行。